# COPA COGECA
COPA COGECA – europejska organizacja zrzeszająca rolnicze związki zawodowe i organizacje spółdzielcze, powstała w 1962 w wyniku połączenia COPA – Komitetu Rolniczych Organizacji Związkowych z COGECA – Głównym Komitetem Spółdzielczości Rolniczej.
Ma za zadanie reprezentować interesy rolników w UE.
Polskę w COPA COGECA reprezentują: Federacja Branżowych Związków Producentów Rolnych, Niezależny Samorządny Związek Zawodowy Rolników Indywidualnych „Solidarność”, Związek Zawodowy Rolników „Ojczyzna”, Związek Zawodowy Rolnictwa „Samoobrona”, Krajowy Związek Rolników, Kółek i Organizacji Rolniczych oraz Krajowa Rada Izb Rolniczych.